# Bettina-von-Arnim-Straße (Weimar)

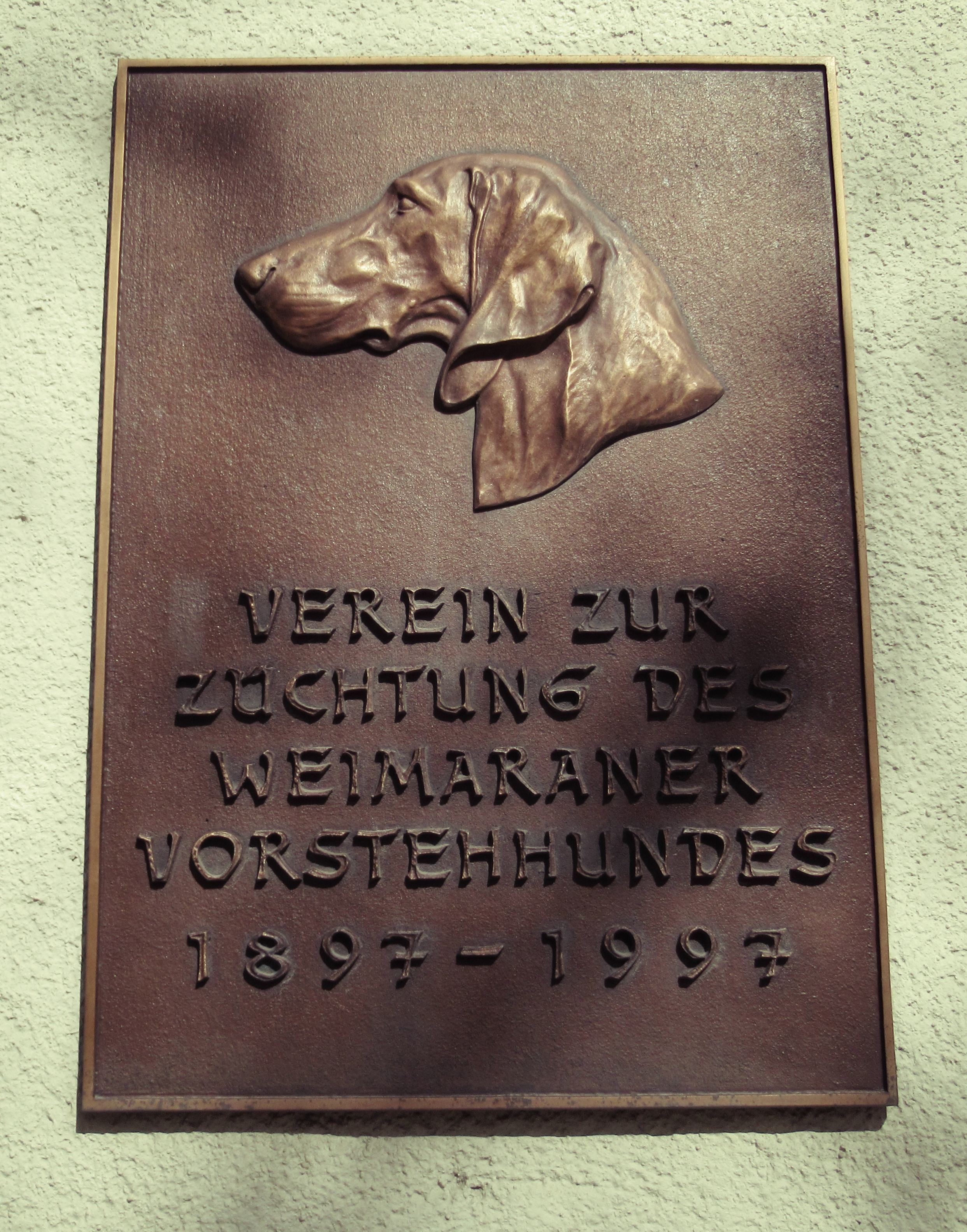
Verein zur Züchtung des Weimaraner Vorstehhundes

Die am 25. April 1946 nach Bettina von Arnim benannte Bettina-von-Arnim-Straße in der Weimarer Westvorstadt nahe dem Park an der Ilm, geht von der Ackerwand aus, verläuft größtenteils parallel zum Beethovenplatz, bis sie eine scharfe Kurve zur Marienstraße macht.
Die Bettina-von-Arnim-Straße hieß einmal Bankstraße. Der Brunnen am Graben, welcher Carl Dornberger zugeschrieben wird, nahe dem Kasseturm befand sich einmal hier und hieß daher einmal Bankstraßenbrunnen. Hans-Joachim Leithners Zuweisung des Brunnens zum Œuvre Dornbergers ist aber nicht gesichert.
Am Jägerhaus auf der Seite der Bettina-von-Arnim-Straße befindet sich eine Bronzeplatte an der Hauswand: VEREIN ZUR ZÜCHTUNG DES WEIMARANER VORSTEHHUNDES 1897-1997.
Die gesamte Bettina-von Arnim-Straße steht auf der Liste der Kulturdenkmale in Weimar (Sachgesamtheiten und Ensembles).